# Ángel Correa
Ángel Martín Correa Martínez (født 9. marts 1995), er en argentinsk professionel fodboldspiller, som spiller for La Liga-klubben Atlético De Madrid og Argentinas landshold.

## Klubkarriere

### San Lorenzo
Correa begyndte sin karriere med San Lorenzo. Han gjorde sin professionelle debut den 31. marts 2013.

### Atlético Madrid
Correa indgik i juni 2014 en aftale om at skifte til Atlético Madrid. Der viste sig dog under lægetjekket, at han havde et hjerteproblem, som krævede en operation. Han fik operationen, og skiftet kunne officielt færdiggøres i december 2014. Correa har siden skiftet været en fast del af Altéticos mandskab.

## Landsholdskarriere

### Ungdomslandshold
Correa har repræsenteret Argentina på U/20-niveau.

### Olympiske landshold
Correa var del af Argentinas trup til sommer-OL 2016.

### Seniorlandshold
Correa debuterede for seniorlandsholdet den 5. september 2015. Han var del af Argentinas trup til Copa América 2021 og til VM 2022.

## Titler
San Lorenzo
- Copa Libertadores: 1 (2014)

Atlético Madrid
- La Liga: 1 (2020–21)
- UEFA Europa League: 1 (2017–18)
- UEFA Super Cup: 1 (2018)

Argentina U/20
- Sydamerikas U/20-mesterskab: 1 (2015)

Argentina
- Copa América: 1 (2021)
- VM i fodbold: 1 (2022)